# Пјан Фаето (Торино)
Пјан Фаето је насеље у Италији у округу Торино, региону Пијемонт.
Према процени из 2011. у насељу је живело 33 становника. Насеље се налази на надморској висини од 854 м.